# Etnografia muzyczna
Etnografia muzyczna (etnomuzykologia) – dziedzina nauki zajmująca się badaniami nad muzyką tradycyjną, oraz muzyką cywilizacji pozaeuropejskich. Głównymi zadaniami etnomuzykologii są badania struktury muzycznej utworów oraz kontekstów, w których utwory są wykonywane. Etnomuzykologia jest dziedziną pośrednią pomiędzy muzykologią a etnologią.

## Historia

### Historia pojęcia
Podstawy istnienia dyscypliny stworzył Guido Adler, wyznaczając w subdyscyplinę muzykologii porównawczej (niem. Vergleichende Musikwissenschaft, ang. comparative musicology). Jej głównym zadaniem było porównywać różne kultury muzyczne. Nauka ta miała formę gabinetową, polegała na porównywaniu zebranych już wcześniej materiałów etnograficznych. W kolejnych dziesięcioleciach stosowano nazwę Musikalische Völkerkunde, Musikethnologie – nauka o muzyce ludowej, etnologia muzyczna. Pierwszą osobą która zaproponowała nazwę etno-muzykologia w latach 50. był polski muzykolog Łucjan Kamieński. Następnie ukazał się artykuł Jaapa Kunsta określającą już stałą nazwę tej dziedziny. W języku naukowym są również inne nazwy pokrewne jak etnografia muzyczna czy folklorystyka muzyczna. Rozwinięciem zakresu badań etnomuzykologicznych jest kolejny etap jej rozwoju, gdzie funkcjonuje już pod nazwą antropologia muzyki.

### Historia dyscypliny
Początki badań nad muzyką etniczną można już zauważyć w XIX wieku, kiedy w Europie rozpoczynały się badania nad kulturą ludową. Zbieranie muzyki ludowej odbywało się w sposób nieuporządkowany i prowadzone było przez amatorów. Ważnym dokumentem, który zmienił sposób badań są instrukcje dla zbieraczy folkloru autorstwa Johanna Gottfrieda Herdera. W Polsce z okresu przed akademickiego szczególnie wartościowe są zbiory O. Kolberga. Początki dziedziny naukowej przypadają na przełom XIX i XX wieku. W tym czasie Guido Adler wyznaczył jedną z dziedzin muzykologii: Muzykologię porównawczą. Polegała ona na zebraniu materiałów etnograficznych ich klasyfikacji i kategoryzacji. Porównywanie dotyczyło różnych kategorii muzycznych jak rytm, skala, ambitus, modus. Znani badacze muzyki tradycyjnej z początku XX wieku to Béla Bartók, Zoltán Kodály, Alan Lomax, Constantin Brăiloiu, Vinko Žganec, Franjo Kuhač, Carl Stumpf, Erich von Hornbostel, Curt Sachs, Hugh Tracey i Alexander J. Ellis.
W tym właśnie okresie powstaje m.in. klasyfikacja melodii węgierskich Bartóka, ewolucjonistyczna historia instrumentów muzycznych Sachsa, oraz pierwsza klasyfikacja instrumentów muzycznych autorstwa Hornbostela-Sachsa.
Związek etnomuzykologii z antropologią widać w trakcie przełomów paradygmatycznych. Nauka o muzyce etnicznej inspirowała się zdobyczami funkcjonalizmu, strukturalizm oraz językoznawstwa. Wynikiem powstania tych kierunków w antropologii kulturowej są badania nad muzyką w kontekście całej struktury społecznej. Z językoznawstwa przejęto dwie perspektywy badań języka muzycznego metodą synchroniczną i diachroniczną.
Zwrotem w badaniach nad muzyką tradycyjną jest praca Johna Blackinga z 1964, o muzyce Vendów. W publikacji pojawia się koncepcja badań nad kulturą muzyczną jako całością, to znaczy uwzględniając wszystkie dziedziny życia związane z muzykalnością człowieka. Otwiera to pole działania dla antropologii muzyki.
Postmodernizm przyniósł badania kognitywne, których przedstawicielami są Paul Berliner, Hugo Zemp, Steven Feld, Anthony Seeger. Prace z nurtu etnomuzykologii kognitywnej dotyczą badań nad klasyfikacją i rozumieniem muzyki przez wykonawców.
Do najważniejszych osiągnięć w etnomuzykologii należy wprowadzenie obserwacji uczestniczącej, w której poznajemy bezpośrednio perspektywę wykonawcy. Etnomuzykolodzy dążą do uczestnictwa w badanej kulturze muzycznej. Kluczem jest poznanie nie tylko teorii, ale i praktyki muzycznej.
Etnomuzykologia wyróżnia się spośród innych nauk o muzyce przez panujące wśród badaczy przekonanie, iż muzyka zawsze musi być rozpatrywana jako element kultury, jako produkt społeczny (etnomuzykologia oznacza badania muzyki w kulturze).

## Działy

### Etnografia muzyczna
Obejmuje badania terenowe, celem tej dziedziny jest zbieranie materiałów muzycznych, tworzeniu transkrypcji, by w dalszej perspektywie tworzyć kategoryzacje materiałów w celach porównawczych.

### Etnomuzykologia
Zajmuje się badaniami muzyki w perspektywie lokalnej. Całością kultury muzycznej dotyczącej danej grupy etnicznej.

### Antropologia muzyki
Celem jej jest tworzenie ogólnych teorii dotyczących kultury muzycznej człowieka.

## ICTM
Badaczy muzyki tradycyjnej skupia The International Council for Traditional Music. Jej członkami są naukowcy z całego świata. Stowarzyszenie ma charakter organizacji non-profit (NGO).

## Badania w Polsce
Badaniami etnomuzykologicznymi zajmują się w Polsce zarówno pracownicy uniwersyteccy, jak i hobbyści, zainteresowani zbieraniem twórczości ludowej. Oprócz badań terenowych i gabinetowych nad muzyką tradycyjną, wiele osób zagłębia się w praktykę wykonawczą biorąc udział jako aktywny uczestnik w badanej kulturze muzycznej (bi-musicality).

## Dziedzina uniwersytecka
Etnomuzykologia jest wykładana jako przedmiot w każdej placówce naukowej muzykologii oraz w akademiach muzycznych. W Polsce obecnie można podjąć podyplomowe studia etnomuzykologiczne na Uniwersytecie Warszawskim.
Etnomuzykologia jest kierunkiem studiów uniwersyteckich w krajach anglosaskich (USA i UK).